# Sežig odpadkov
Sežig odpadkov je proces za obdelavo odpadkov, ki vključuje zgorevanje organskih snovi v odpadnih materialih. Sežiganje in druge metode pri katerih se uporabljajo visoke temperature imenujemo termalna obdelava. Pri postopku sežiganja se odpadki spremenijo v pepel, dimne pline in toploto. Pepel je v večini sestavljen iz anorganskih snovi, ki se nahajajo v odpadkih ter ga zasledimo v obliki trdnih grudic in delcev v dimnih plinih. Dimne pline je potrebno pred izpustom v ozračje očistiti plinastih in trdnih onesnaževalcev. V nekaterih primeri se lahko toplota pridobljena pri sežiganju uporabi za pridobivanje električne energije. V nekaterih državah so strokovnjaki in lokalne skupnosti še vedno zaskrbljeni glede sežigalnic ter njihovih vplivov na okolje. Sežiganje z energetsko predelavo odpadkov, je le eno od načinov pridobivanje energije iz odpadkov (WtE – Waste To Energy). Poznamo tudi Plasma arc uplinjanje, pirolize in anaerobno presnovo. Sežiganje se lahko izvajajo tudi brez obnovitve energije in materialov.

## Zgodovina in namen sežigalnic
V nekaterih državah so sežigalnice zgradili že pred nekaj desetletji. Te sežigalnice niso vključevale ločevanja materialov z namenom odstranitve nevarnih, kosovnih in reciklažnih odpadkov pred postopkom zgorevanja. Te obrati so bili zaradi neustreznih stopenj čiščenja plinov ter slabega nadzora nad procesom zgorevanja nevarni za zdravje delavcev kot tudi za naravo. Večina teh objektov ni proizvajalo električne energije. Prve sežigalnice za odlaganje odpadkov, so bile zgrajene v Nottinghamu (Anglija). Zgradili so jih Manlove, Alliott & Co Ltd leta 1874 s projektom, ki ga je patentiral Albert Fryer. Sežigalnice odpadkov so priljubljene predvsem v državah kjer prevladuje prostorska stiska ena izmed njih je Japonska. Danska in Švedska sta bili več kot sto let vodilni na področju uporabe energije pridobljene s pomočjo sežigalnice. Energijo so uporabljali za oskrbovanje bližnje okolice s toplotno energijo. Leta 2005 so sežigalnice ustvarile 4.8% elektrike in 13.7% toplotne energije na Danskem. Luksemburg, Nizozemska, Nemčija, Francija so le nekatere evropske države, ki se zanašajo na sežigalnice za obvladovanje odpadkov. V zadnjih 10 do 15 letih je bil sektor sežiganja odpadkov izpostavljen hitremu tehnološkemu razvoju, predvsem zaradi sprememb, ki jih je povzročila posebna zakonodaja za industrijo. Zaradi tega se je zlasti zmanjšalo spuščanje emisij iz posameznih naprav v zrak. Postopki sežiganja se stalno nadgrajujejo. Sektor zdaj razvija tehnike, ki omejujejo stroške, ohranjajo ali izboljšujejo pa okolju prijazno delovanje.

## Vrste sežigalnic
Po svetu so se uveljavile različne vrste sežigalnic kot so npr. z gibljivim rešetom, fiksnim rešetom, rotacijske peči, in zvrtinčeni plasti.

## Prednosti in slabosti

### Prednosti
Prednosti sežigalnic:
- tehnologija sežiganja odpadkov je tako napredovala, da so izpusti nevarnih plinov minimalni;
- s sežiganjem odpadkov se lahko pridobiva elektriko in toploto;
- s sežiganjem se zmanjša količina odpadkov, ki končajo na odlagališčih;
- za sežig so primerni tisti odpadki, ki jih ni mogoče reciklirati – to so medicinski odpadki, pesticidi, nevarne kemikalije, itd.

### Slabosti
Slabosti sežigalnic:
- energetska predelava oziroma sežig lahko izrabi le energijo, vsebovano v aktualnih odpadkih, in to le enkrat – s predelavo se prihrani veliko več energije, kot pa se jo pridobi s sežigom;
- sežigalnice lahko učinkovito proizvajajo električno energijo samo v primeru, da v njih sežigamo odpadke, ki smo jih prej ločili na frakcije – mešani odpadki ob sežigu namreč ne proizvedejo dovolj energije – zato jim je včasih potrebno dodajati gorljive snovi, največkrat gre za nafto. Če sežigamo mešane odpadke, je proizvodnja energije nekajkrat manjša od tiste, ki bi jo privarčevali, če bi odpadke reciklirali;
- sežigalnice povzročajo nemalo problemov, od izpustov dodatnih količin CO2 in emisij nevarnih snovi v ozračje, kar še dodatno obremenjuje okolje, hkrati pa po sežigu še vedno ostanejo nevarni odpadki v obliki žlindre in filtrne pogače – ti pa zahtevajo posebne, in tudi dražje, postopke za ravnanje in odlaganje;
- snovni izkoristek je slab, saj se na tono odpadkov pridela okoli 300 do 400 kg nevarnih odpadkov;
- sežigalnice predstavljajo konkurenco bolj trajnostnim načinom ravnanja z odpadki – preprečevanju, ločevanju in recikliranju odpadkov – sežigalnice se namreč borijo za iste odpadke kot predelovalni obrati;
- sežigalnice so finančno izjemno dragi projekti, zato njihova izgradnja določa način ravnanja z odpadki za prihodnja desetletja; njihova rentabilnost je zato vprašljiva – zaloge surovin se zmanjšujejo, njihova cena pa bo vedno višja, tudi ob upoštevanju sprememb na področju davčne politike, ki jih lahko pričakujemo v naslednjem desetletju, saj se bodo davki vedno bolj osredotočali na porabo virov in onesnaževanje okolja;

iz dimnika sežigalnice pridejo kar štirje od dvanajstih najbolj strupenih plinov – npr. dioksin.

## Postopek sežiganja odpadkov
Sežiganje se uporablja za obdelavo širokega spektra odpadkov. Sežiganje samo je običajno le del zapletenega sistema obdelave odpadkov, ki v celoti zagotavlja celovito ravnanje s širokim spektrom odpadkov, ki nastanejo v družbi.
Cilj sežiganja odpadkov, skupen večini načinov obdelave odpadkov, je obdelava odpadkov, da se zmanjšata njihova količina in nevarnost z zajetjem (in s tem koncentracijo) ali uničenjem morebitnih škodljivih snovi. Postopki sežiganja lahko zagotovijo tudi načine za ponovno pridobivanje energije, mineralnih in/ali kemičnih snovi iz odpadkov. Sežiganje odpadkov je v osnovi oksidacija gorljivih snovi, ki jih vsebujejo odpadki. Odpadki so na splošno zelo heterogen material, v glavnem sestavljen iz organskih snovi, mineralov, kovin in vode. Med sežiganjem nastajajo dimni plini, ki zadržijo večino razpoložljive energije za gorivo kot toploto. Organske snovi v odpadkih zagorijo, ko dosežejo potrebno vnetišče in pridejo v stik s kisikom. Dejanski proces zgorevanja se zgodi v plinski fazi v delčkih sekunde in istočasno sprosti energijo. Če sta kurilna vrednost odpadkov in preskrba kisika zadostni, to lahko povzroči toplotno verižno reakcijo in neodvisno zgorevanje, tj. ni treba dodajati drugih goriv.

## Primeri odpadkov v sežigalnicah
Čeprav med pristopi obstajajo pomembne razlike, lahko sektor sežiganja približno razdelimo na naslednje glavne podsektorje:
- Sežiganje mešanih komunalnih odpadkov – obdelava praviloma mešanih in večinoma neobdelanih gospodinjskih odpadkov, včasih pa tudi nekaterih industrijskih in komercialnih odpadkov (industrijski in komercialni odpadki se tudi sežigajo ločeno v namenskih sežigalnicah industrijskih ali komercialnih nenevarnih odpadkov).

- Sežiganje predhodno obdelanih komunalnih ali drugih predhodno obdelanih odpadkov – naprave, ki obdelujejo odpadke, ki so bili ločeno zbrani, predhodno obdelani ali pripravljeni, tako da se lastnosti teh odpadkov razlikujejo od mešanih odpadkov. V ta podsektor sodijo sežigalnice goriv, pridobljenih iz posebej pripravljenih odpadkov.

- Sežiganje nevarnih odpadkov – to vključuje sežiganje na industrijskih lokacijah in sežiganje v trgovskih obratih (ki običajno prejemajo veliko različnih odpadkov).
- Sežiganje blata iz čistilnih naprav – na nekaterih lokacijah se blato iz čistilnih naprav sežiga ločeno od ostalih odpadkov v namenskih napravah, na drugih pa se takšni odpadki pri sežiganju združijo z drugimi odpadki (npr. komunalnimi odpadki).

- Sežiganje bolnišničnih odpadkov – namenske naprave za obdelavo bolnišničnih odpadkov, običajno tistih iz bolnišnic in drugih zdravstvenih ustanov, obstajajo kot centralizirani objekti ali na lokaciji posamezne bolnišnice itd. V nekaterih primerih se nekateri bolnišnični odpadki obdelujejo v drugih napravah, na primer skupaj z mešanimi komunalnimi ali nevarnimi odpadki.